# Cam Gigandet
Cam Joslin Gigandet, född den 16 augusti 1982 i Tacoma, Washington, är en amerikansk skådespelare. 
Gigandet är mest känd för att ha spelat rollen som surfaren Kevin Volchock i FOX tv-serie OC. I kampsportsfilmen Never Back Down spelar han Ryan, en fighter som utmanar andra att slåss. Han har också medverkat i filmen Mistaken och flera serier som The Young and the Restless, Jack & Bobby, och han har även gästspelat i CSI: Crime Scene Investigation. Han har spelat rollen som den mordlystne vampyren James i filmen Twilight, baserad på boken med samma namn skriven av Stephenie Meyer.

## Privatliv
Gigandet och hans flickvän, skådespelerskan Dominique Geisendorff, har tre barn tillsammans, en dotter född 2009, en son född 2013 och ytterligare en dotter född 2015.

## Roller
- Feeling the Heat (2003) Mark Young
- CSI: Crime Scene Investigation (1 avsnitt, 2003) Mark Young
- Mistaken (2004) Joe
- The Young and the Restless (7 avsnitt, 2004) Daniel Romalotti
- Jack & Bobby (6 avsnitt, 2005) Randy Bongard
- OC (15 avsnitt, 2005-2006)  Kevin Volchok
- Who's Your Caddy? (2007) Mick
- Never Back Down (2008) Ryan McCarthy
- Twilight (2008) James
- The Unborn (2009) Mark Hardigan
- Pandorum (2009) Gallo
- The Experiment (2010) Chase
- Easy A (2010) Micah
- Burlesque (2010) Jack
- The Roommate (2011) Stephen
- Priest (2011) Hicks
- Bad Johnson (2014) Rick
- Ice (2016–2018)
- Dangerous lies (2020)
- Violent Night (2022) Morgan Steel